# Lamborghini Gallardo
De Lamborghini Gallardo, vernoemd naar een stierensoort die bij stierengevechten deelneemt, is een sportwagen van de Italiaanse autofabrikant Lamborghini.

## Coupé
De Gallardo werd enkele jaren na de Murciélago gelanceerd, en als kleine broertje voor deze supersportwagen moest de Gallardo vooral met Maserati, Porsche (de duurdere modellen), Ferrari (de goedkopere modellen) en Mercedes-Benz (de topmodellen) concurreren. Dit is uiteindelijk een succes geworden (anno 2013 was deze wagen nog te koop), maar uiteraard kan de Gallardo qua verkoopcijfers nog niet aan bijvoorbeeld Porsche tippen. De uitvoering in geel wordt het meest verkocht. De wagen heeft een agressief en modern design. Net als de Murciélago is hij ontworpen door de Vlaming Luc Donckerwolke, die sinds 2005 als designchef bij naaste Lamborghini-zuster Seat werkt.
In 2007 kwam Audi met een eigen sportwagen de Audi R8. Deze wagen is nauw verwant aan de Gallardo. Zo heeft de R8 een aantal onderdelen gemeen met de wagen waaronder de transmissie. Een groot verschil is echter dat de R8 als basismotor een 4,2-liter V8 heeft, tegenover de 5,0-liter V10 van de Gallardo. Later voerde Audi de R8 ook uit met de V10 motor uit de Gallardo. Echter bleef het vermogen van de Audi R8 altijd ondergeschikt aan die van de Gallardo.
In 2008 werd op de Autosalon van Genève een verbeterde versie van de Gallardo getoond: de LP 560-4. De auto heeft onder andere een nieuw uiterlijk en een nieuwe motor (5.2 liter inhoud) met een vermogen van 553 pk. De 4 in de naam staat voor de permanente vierwielaandrijving. De Gallardo had altijd al permanente vierwielaandrijving behalve bij de Balboni uitvoering die een 550 pk sterke achterwielaandrijver was. Deze uitvoering werd gebouwd ter ere van het met pensioen gaan van Lamborghini's testrijder Valentino Balboni en kreeg de toepasselijke naam 550-2 Valentino Balboni.

## Uitvoeringen
- Lamborghini Gallardo Spyder
- Lamborghini Gallardo Superleggera
- Lamborghini Gallardo Nera
- Lamborghini Gallardo LP560-4
- Lamborghini Gallardo LP550-2 Valentino Balboni
- Lamborghini Gallardo LP570-4 Superleggera
- Lamborghini Gallardo LP570-4 Spyder Performante
- Lamborghini Gallardo LP570-4 Super Trofeo Stradale
- Lamborghini Gallardo LP560-4 Bicolore
- Lamborghini Gallardo LP560-2 50th anniversary
- Lamborghini Gallardo LP570-4 Squadra Corsa

## Specificaties
LP 560-4 2008:

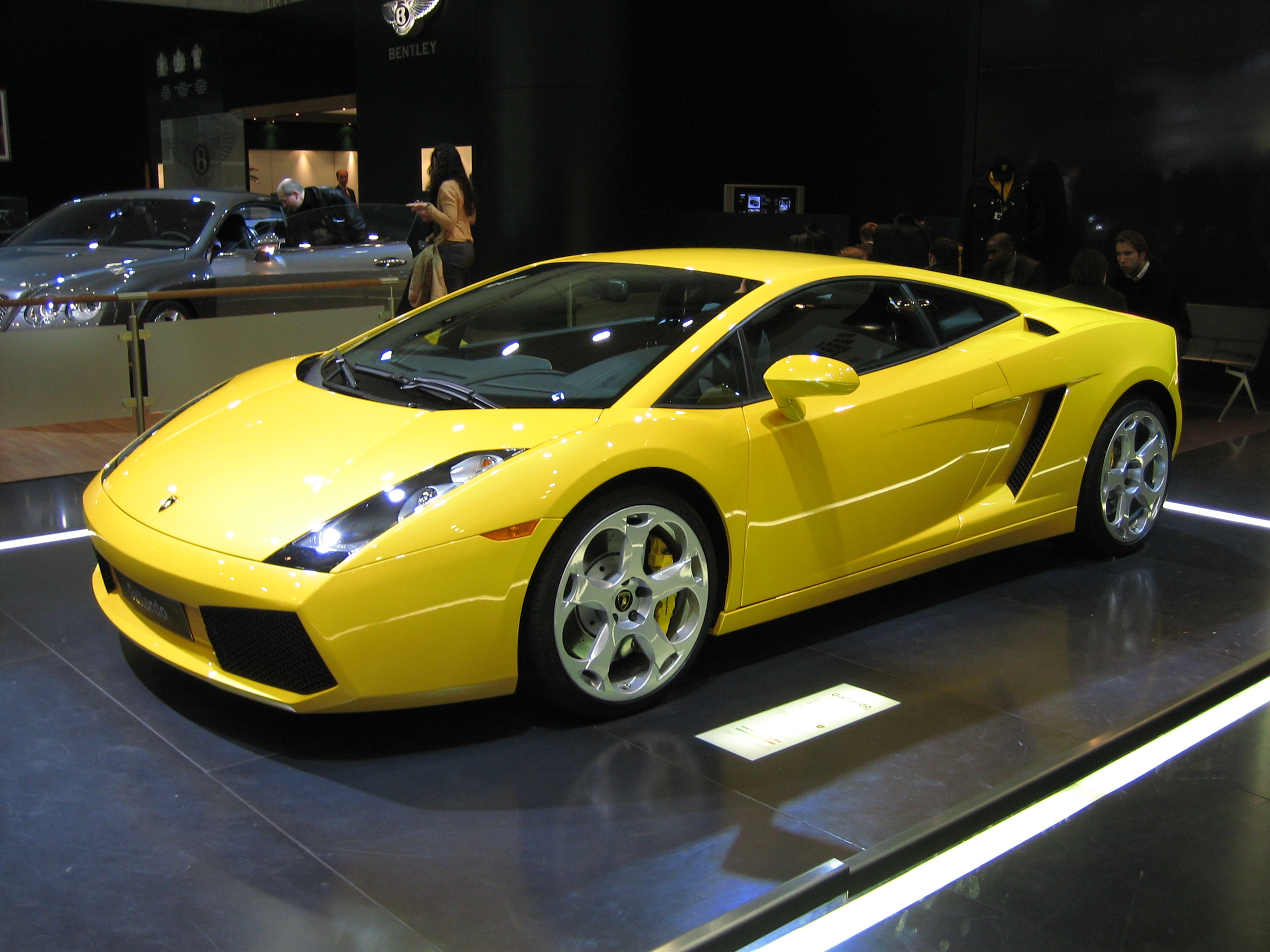
Lamborghini Gallardo

- prijs: €248.746,- (handgeschakeld), €263.028,- (automaat)
- Carrosserievorm: 2-deurs Coupe
- Aantal cilinders: 10
- Cilinderinhoud: 5204 cc
- Kleppen per cilinder: 4
- Maximaal vermogen: 560 pk / 412 kW
- Maximaal koppel: 540 Nm
- Turbo: Nee
- Acceleratie 0 tot 100 km/h: 4,1 s
- Topsnelheid: 309 km/h
- Brandstof: Benzine
- Inhoud brandstoftank: 90 liter
- Verbruik: 14,7 liter/100 km
- CO2 Uitstoot: 351 g/km
- Versnellingsbak: 6
- Aandrijving: 4 wielen
- Lengte: 4345 mm
- Breedte: 1900 mm
- Hoogte: 1165 mm
- Massa leeg: 1410 kg
- Wielbasis: 2560 mm
- Draaicirkel: 11,5 m

## Trivia

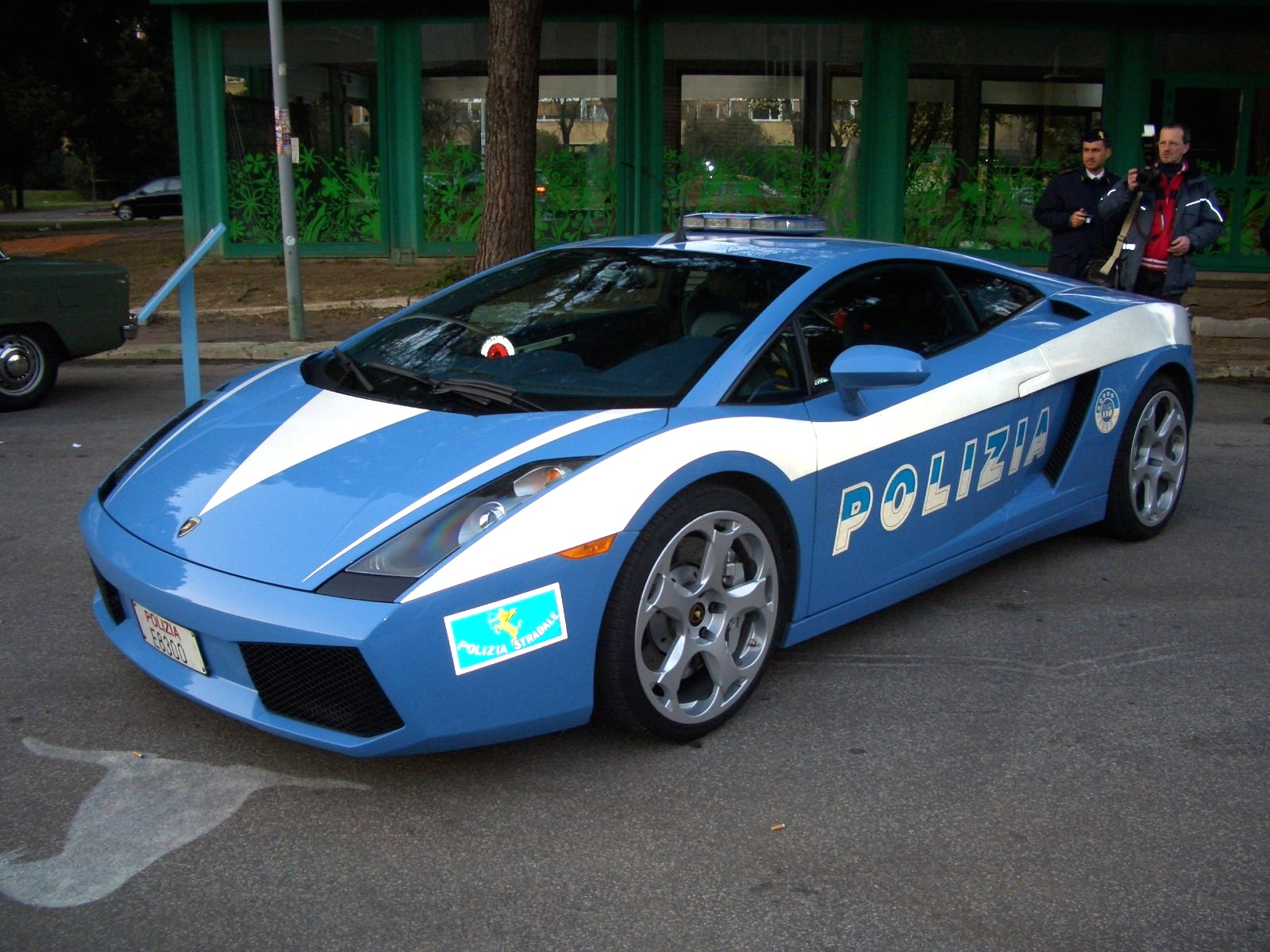
Lamborghini Gallardo politie auto

- De verkeerspolitie van Bologna (Italië) heeft een Lamborghini Gallardo in dienst om te snelle verkeersdeelnemers aan te kunnen houden.